# Pequeño icosicosidodecaedro
En geometría, el pequeño icosicosidodecaedro (o pequeño icosidodecaedro icosificado) es un poliedro uniforme estrellado, indexado como U31. Tiene 52 caras (20 triángulos, 12 estrellas pentagonales y 20 hexágonos), 120 aristas y 60 vértices.

## Poliedros relacionados
Comparte su disposición de vértices con el gran dodecaedro truncado estrellado. Además, comparte sus aristas con el pequeño dodecicosidodecaedro ditrigonal (que tiene en común las caras triangulares y pentagrámicas) y con el pequeño dodecicosaedro (que tiene en común las caras hexagonales).
| Gran dodecaedro truncado estrellado | Pequeño icosicosidodecaedro | Pequeño dodecicosidodecaedro ditrigonal | Pequeño dodecicosaedro |